# Emanuel Rádl

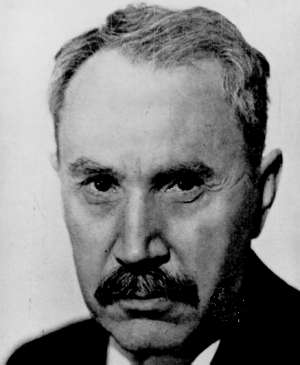
Emanuel Rádl

Emanuel Rádl, född 21 december 1873 i Pyšely, Böhmen, död 12 maj 1942 i Prag, Tjeckoslovakien, var en tjeckisk biolog, vetenskapshistoriker och filosof.
Rádl blev docent i fysiologi vid Karlsuniversitetet i Prag 1904 och professor i naturfilosofi och naturvetenskapernas historia vid samma lärosäte 1919. Han blev internationellt känd framförallt genom sitt mycket spridda och ofta citerade vetenskapshistoriska översiktsverk Geschichte der biologischen Theorien ("De biologiska teoriernas historia") som kom ut i två delar 1905 och 1909. Efter att den brittiske biologen Julian Huxley tagit initiativet till en engelsk översättning av verket, gav Oxford University Press 1930 ut en uppdaterad och väsentligt omarbetad upplaga på engelska med titeln The History of Biological Theories.
Den finlandssvenske vetenskapshistorikern Erik Nordenskiöld beskriver i sitt standardverk Biologins historia Rádl som en skicklig historiker med "stor beläsenhet, livlig stil och raska, ofta träffande omdömen".